# Jania subpinnata
Jania subpinnata E.Y. Dawson, 1953  é o nome botânico de uma espécie de algas vermelhas pluricelulares do gênero Jania.
- São algas marinhas encontradas no México (Pacífico).

## Sinonímia
Não apresenta sinônimos.